# Hôtel de la Caisse d'épargne de Graulhet
L'hôtel de la Caisse d'épargne est un bâtiment du début du XXe siècle situé à Graulhet, en France.

## Situation et accès
L'édifice est situé sur la place Élie-Théophile, dans le centre-ville de Graulhet, et plus largement entre l'ouest et le centre du département du Tarn.

## Histoire

### Concours
Dans la première moitié de 1899, un concours pour la construction d'un hôtel de la Caisse d'épargne est ouvert par la Ville de Graulhet jusqu'au 31 août, à 16 h,. Trente-deux projets sont reçus. Le jury se réunit en septembre pour choisir et classer les projets. Il se compose de 3 architectes de départements limitrophes, :
- Jean Combébiac, architecte du département de Tarn-et-Garonne ;
- Jules Desmarest[5], architecte du département de l'Aude ;
- Joseph Thillet, architecte du département de la Haute-Garonne.

| Prix       | Candidat               | Ville du candidat                     | Prime                       |
| ---------- | ---------------------- | ------------------------------------- | --------------------------- |
| 1er        | Albert Mélissent       | Paris (14 rue Chappe)                 | 5 % du montant du devis     |
| 2e ex æquo | Fernand Gautier        | Paris (8 rue de l'Université)         | 1 000 F (d'après règlement) |
| 2e ex æquo | Paul Guichard          | Paris (8 rue de l'Université)         | 1 000 F (d'après règlement) |
| 2e ex æquo | Genicque               | Tours (59 rue Saint-Pierre-des-Corps) | 1 000 F (d'après règlement) |
| 2e ex æquo | Montos                 | Tours (59 rue Saint-Pierre-des-Corps) | 1 000 F (d'après règlement) |
| Médaille   | Georges Masquet (père) | Toulouse                              |                             |
| Médaille   | Henri Masquet (fils)   | Paris                                 |                             |
| Médaille   | Louis Girod            | Paris (7 avenue de Breteuil)          |                             |
| Médaille   | Lucien Castex          | Paris (54 avenue du Roule)            |                             |
| Médaille   | Fernand Perrin         | Paris (9 boulevard Saint-Germain)     |                             |
| Médaille   | Jules Doré             | Paris (2 rue de l'Entrepôt)           |                             |

### Fondation

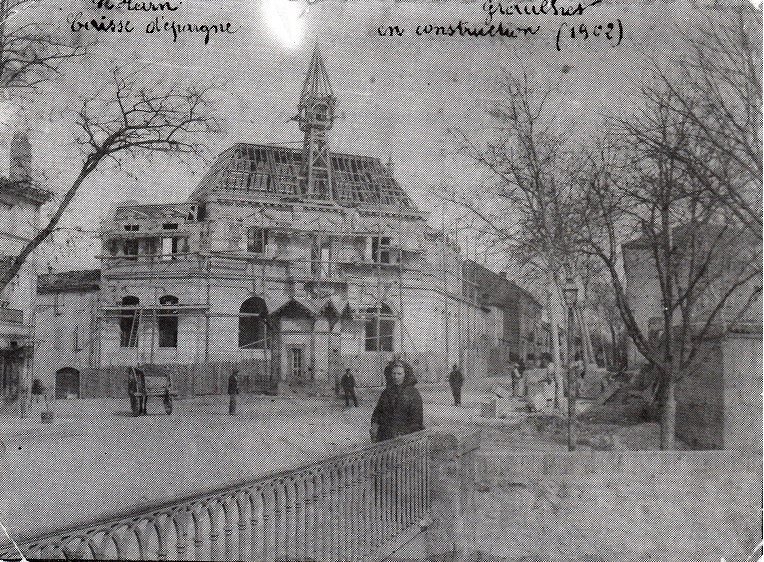
Bâtiment en cours de construction en 1902.

L'édifice est ainsi construit selon les plans d'Albert Mélissent, au début des années 1900.

### Inauguration

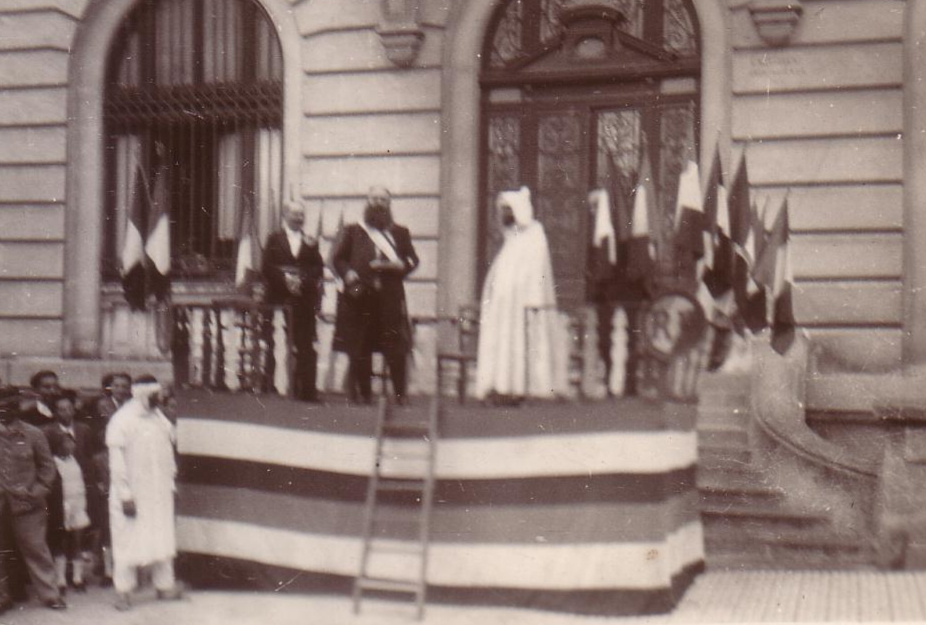
Cérémonie d'inauguration en présence de Camille Pelletan.

La cérémonie d'inauguration est prévue couplée à celles du monument Jaurès et du groupe scolaire, lors de festivités durant trois jours,. Une somme pour ces inaugurations est votée lors d'une séance du conseil municipal en juin 1903. Le 7 juillet se réunit un comité chargé d'élaborer le programme pour ces fêtes et on décice notamment l'organisation d'un festival concours de musique. La cérémonie a lieu le 27 septembre 1903[réf. souhaitée].